# Autoportrait (Léonard de Vinci)
Pour les articles homonymes, voir Autoportrait (homonymie).
L'Autoportrait de Léonard de Vinci (titres alternatifs Autoportrait de Turin, et Tête d'un homme barbu) est un dessin à la sanguine sur papier, daté entre 1512 et 1515. Ce petit dessin est généralement présenté comme l'autoportrait du peintre et inventeur florentin Léonard de Vinci. Depuis 1980 et une publication d'Hans Ost cette paternité est mise en doute, notamment à cause de son apparition tardive (1839) et sa forte ressemblance avec une gravure de 1810 de Giuseppe Bossi. Il est conservé à la bibliothèque royale de Turin.

## Description
Cet autoportrait représente la tête d'un vieil homme en vue de trois quarts, tourné vers la droite du spectateur. Le visage a un nez aquilin et est marqué par des rides profondes sur le front et des poches sous les yeux. Il est représenté fatigué et vieux, signe qu'il est en fin de vie. Il a un air sage, marqué par l'expérience. 

## Provenance
Selon la tradition, cet autoportrait faisait partie des manuscrits et dessins légués par Léonard de Vinci à son élève Francesco Melzi, dispersé avec l'ensemble des manuscrits après sa mort en 1570. Découvert en Angleterre ou en France par le collectionneur Giovanni Volpato, l'ensemble des dessins et gravure réunis par Volpato dont « l'autoportrait », fut acquis en 1839 par Charles-Albert de Sardaigne pour être intégré à la Bibliothèque Royale de Turin dont il reconstituait le fond (no  d'inventaire 15571).

## Un portrait d'imagination?

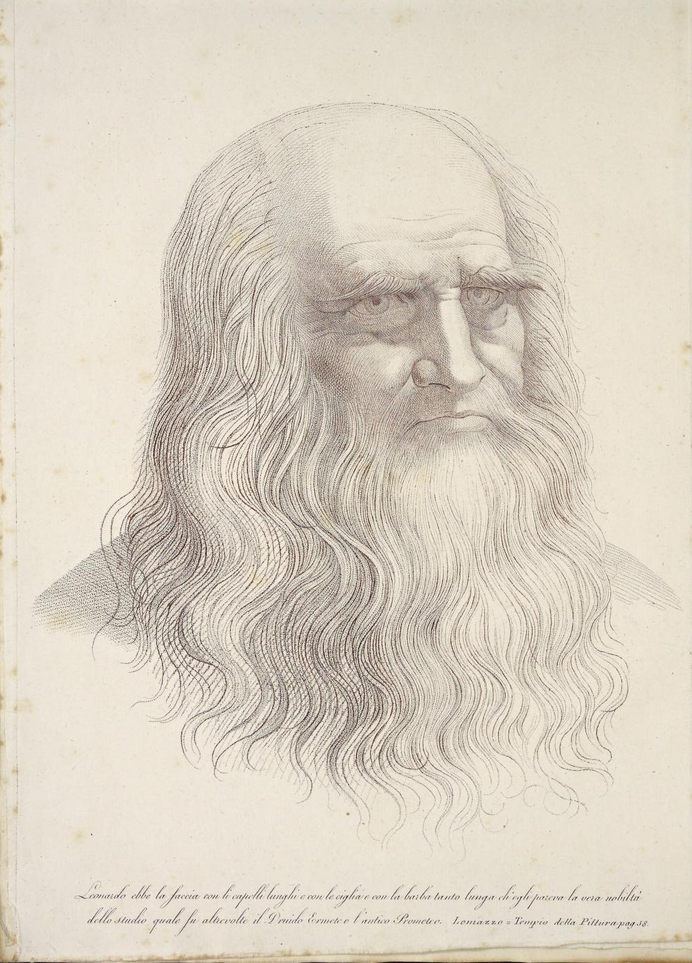
Frontispice reproduit dans l'essai de Bossi (1810).

En 1810 paraît à Milan l'essai en quatre volumes de Giuseppe Bossi, Del Cenacolo di Leonardo da Vinci : comme frontispice du volume IV, on trouve le portrait légendé comme étant une « représentation d'après le témoignage » de Giovanni Paolo Lomazzo publié dans son essai, Idea del tempio della pittura (1590) : à aucun moment, ni Bossi, ni Lomazzo, ne parle d'un autoportrait.